# バーバリージリス
バーバリージリス（Atlantoxerus getulus）は、ネズミ目（齧歯目）リス科バーバリージリス属に属するジリスの1種。
本種のみでバーバリージリス属を構成する。
西サハラ、アルジェリア、モロッコに分布し、カナリア諸島に移入されている。亜熱帯または熱帯の乾燥した灌木地、温暖な草地、岩の多い地域に生息し、群れを作って巣穴に住む。カール・フォン・リンネによって1758年に命名された。

## 分布
西サハラ、アルジェリア、モロッコのアトラス山脈海側のバーバリー海岸（バルバリア海岸）に分布する。1965年にカナリア諸島フエルテベントゥラ島に移入された。アフリカ大陸のサハラ砂漠以北に生息する唯一のリスである。

## 形態

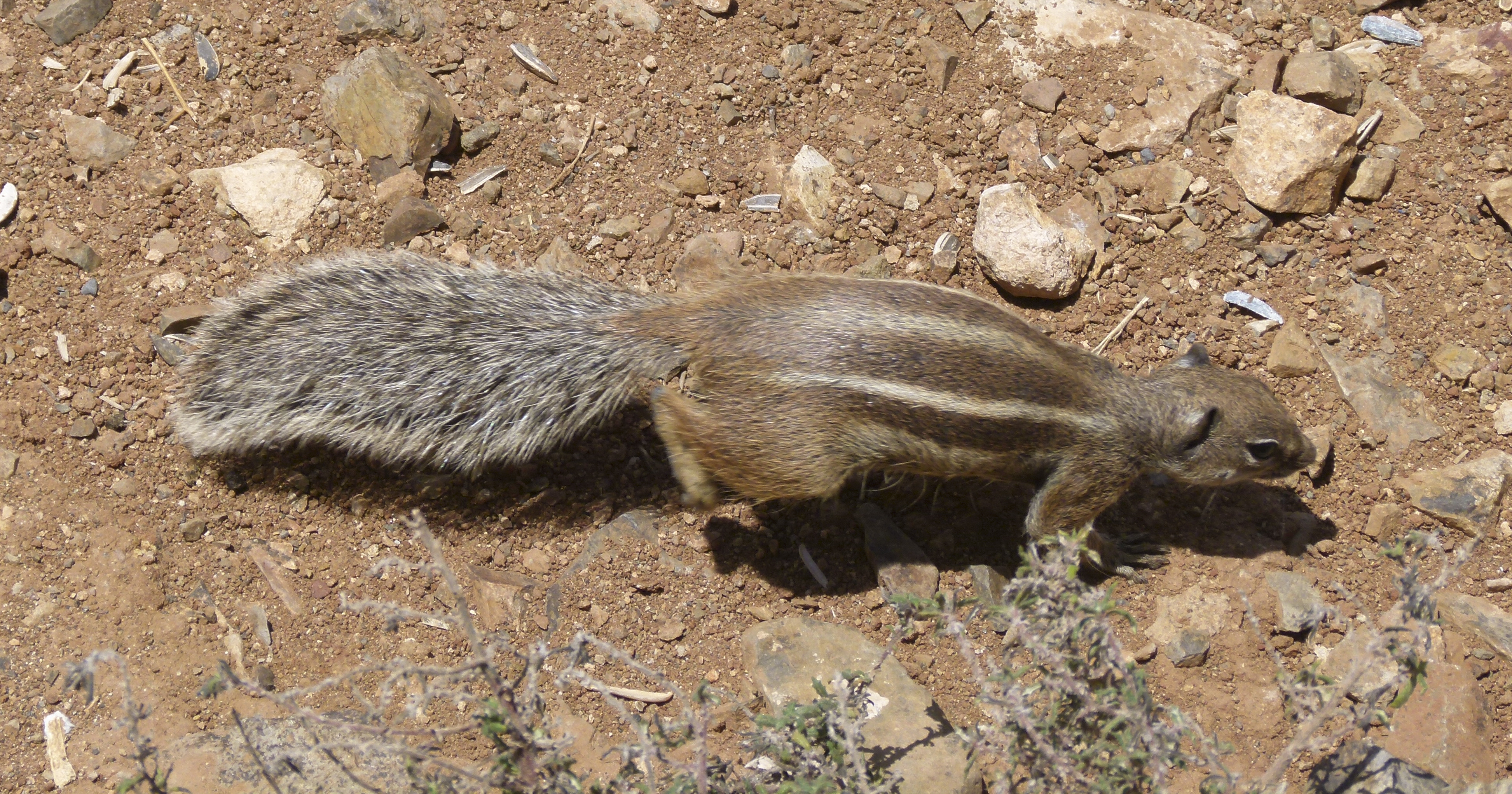
バーバリージリスの背部と尾

体長160-220ミリメートル、尾長180-230ミリメートル。体重300-350グラム。
被毛は、灰褐色または赤みを帯びた褐色で、胴の両側に1本ずつ白色の縞があり、背骨に沿ってさらにもう1本の縞を持つこともある。腹部は淡灰色で、尾には黒と灰色の縦縞模様がある。

## 生態

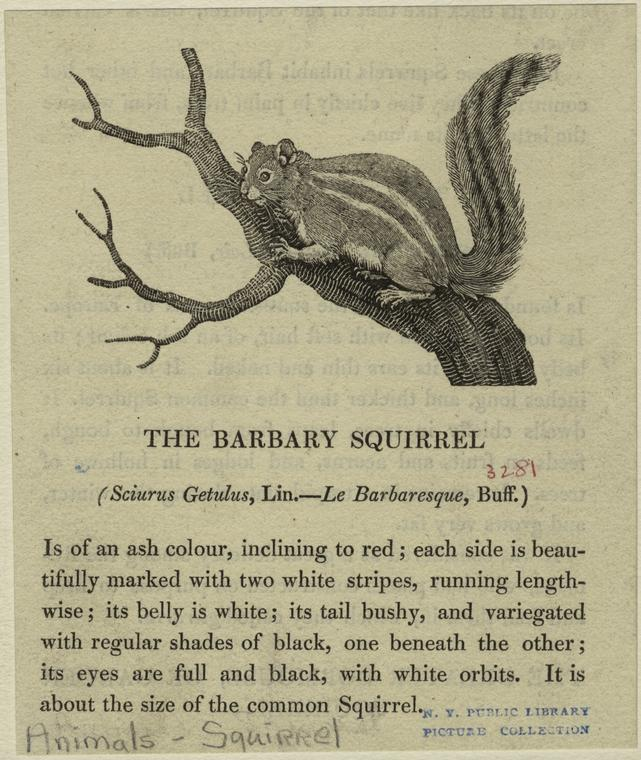
バーバリージリス（1820年、イラスト）

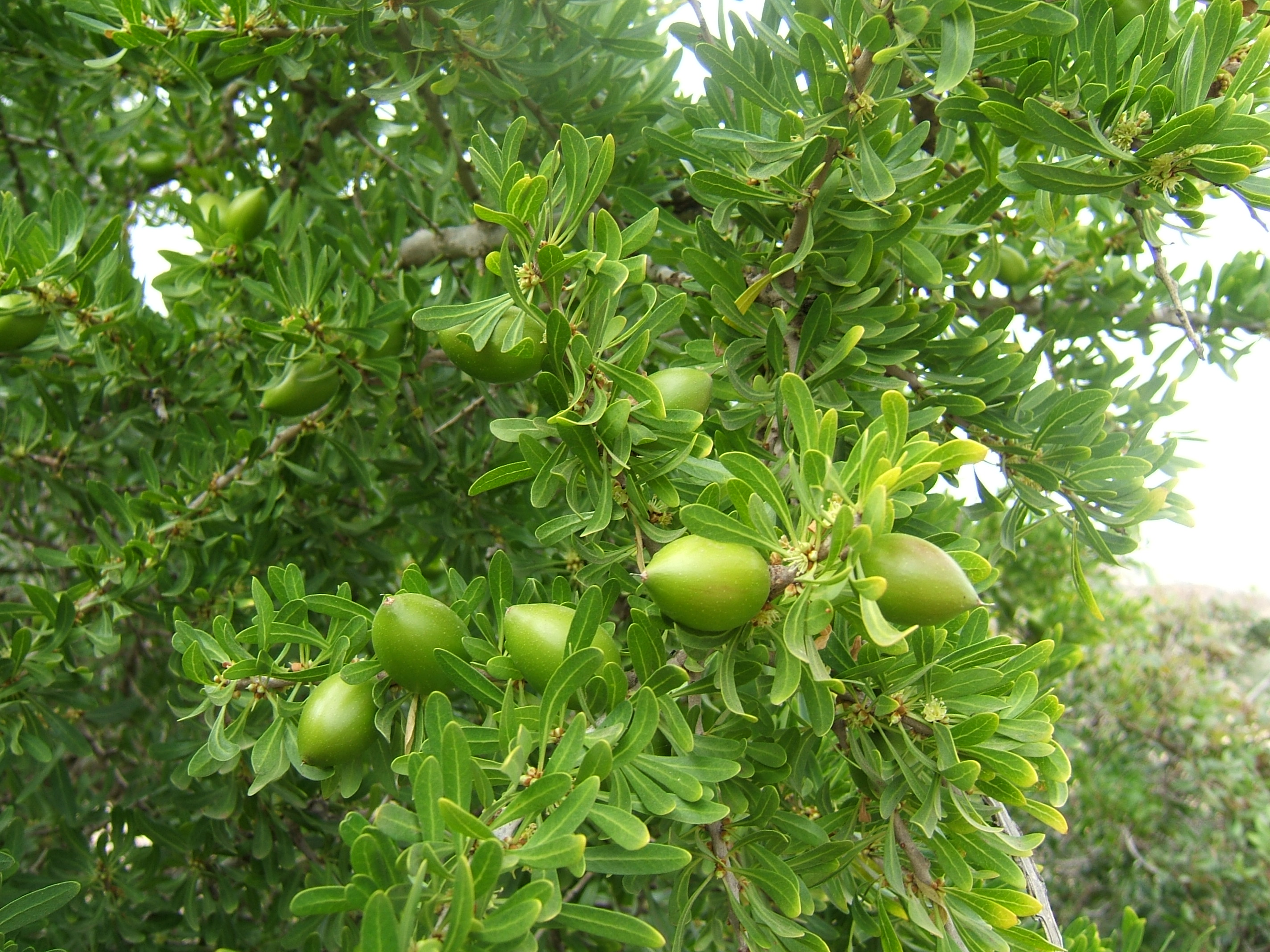
バーバリージリスが食料にするアルガンの木の果実

乾燥した岩の多い土地に生息し、標高4000メートルまでの山地にも見られる。群れを作り、乾燥した草地や灌木や岩の多い地域に掘った巣穴か、または岩の間の穴に住む。朝早くと午後遅くに巣穴から出て食事をし、日中の暑い時間帯は巣穴に戻る。食性は草食性で、主にアルガンノキの果実と種子を食べる。個体数が増え、食料が不足すると、別の場所へ移動する。メスは年2回出産し、産子数は最大4匹。

## 保全状況評価
個体数は安定しており、標高2000メートルまでの生息地ではよく見かけるが、より標高の高い地域ではより広く分散している。分布域の東端では個体数が減少する。IUCNレッドリストでは軽度懸念（Least Concern, LC）に分類されている。